# Gare routière de Salé
La Gare routière de Salé, située dans la ville de Salé est la deuxième gare routière de l'agglomération Rabat-Salé en termes  d'importance après celle d'Al Kamra.
La gare a été construite en 1990, elle a coûté plus de deux milliards de dirhams,.